# Krynka Łukowska
Krynka Łukowska – przystanek kolejowy w Krynce, w województwie lubelskim, w Polsce.

## Ruch pasażerski[2]
| Rok  | Wymiana pasażerska na dobę |
| ---- | -------------------------- |
| 2017 | 200-299                    |
| 2018 | 200-299                    |
| 2019 | 200-299                    |
| 2020 | 100-149                    |
| 2021 | 200-299                    |
| 2022 | 200-299                    |
| 2023 | 200-299                    |

Obecny przystanek kolejowy w Krynce został przebudowany podczas modernizacji magistrali kolejowej E20 w 2007 roku.